# Marina Klimova
Marina Vladimirovna Klimova (em russo:  Марина Владимировна Климова; Sverdlovsk, RSFS da Rússia, 28 de julho de 1966) é uma ex-patinadora artística russa, que competiu em provas na dança no gelo. Ela foi campeã olímpica na patinação artística em 1994 ao lado de Sergei Ponomarenko. Ela é esposa de seu parceiro Sergei Ponomarenko.

## Principais resultados

### Com Sergei Ponomarenko
| Resultados                                            | Resultados       | Resultados        | Resultados        | Resultados       | Resultados       | Resultados       | Resultados       | Resultados      | Resultados      | Resultados       | Resultados      | Resultados    |
| Internacional                                         | Internacional    | Internacional     | Internacional     | Internacional    | Internacional    | Internacional    | Internacional    | Internacional   | Internacional   | Internacional    | Internacional   | Internacional |
| Evento/Temporada                                      | 1981– 1982       | 1982– 1983        | 1983– 1984        | 1984– 1985       | 1985– 1986       | 1986– 1987       | 1987– 1988       | 1988– 1989      | 1989– 1990      | 1990– 1991       | 1991– 1992      |               |
| ----------------------------------------------------- | ---------------- | ----------------- | ----------------- | ---------------- | ---------------- | ---------------- | ---------------- | --------------- | --------------- | ---------------- | --------------- | ------------- |
| Jogos Olímpicos                                       |                  |                   | Medalha de bronze |                  |                  |                  | Medalha de prata |                 |                 |                  | Medalha de ouro |               |
| Campeonato Mundial                                    |                  |                   | 4.ª               | Medalha de prata | Medalha de prata | Medalha de prata | Medalha de prata | Medalha de ouro | Medalha de ouro | Medalha de prata | Medalha de ouro |               |
| Campeonato Europeu                                    |                  | 4.ª               | Medalha de bronze | Medalha de prata | Medalha de prata | Medalha de prata |                  | Medalha de ouro | Medalha de ouro | Medalha de ouro  | Medalha de ouro |               |
| Fujifilm Trophy                                       |                  |                   |                   |                  |                  |                  | Medalha de ouro  |                 |                 |                  |                 |               |
| Golden Spin of Zagreb                                 | Medalha de prata |                   |                   |                  |                  |                  |                  |                 |                 |                  |                 |               |
| Grand Prix St. Gervais                                |                  | Medalha de ouro   | Medalha de ouro   |                  |                  |                  |                  |                 |                 |                  |                 |               |
| Jogos da Boa Vontade                                  |                  |                   |                   |                  |                  |                  |                  |                 |                 | Medalha de ouro  |                 |               |
| Nebelhorn Trophy                                      |                  | Medalha de ouro   | Medalha de ouro   |                  |                  |                  |                  |                 |                 |                  |                 |               |
| Prize of Moscow News                                  |                  | Medalha de bronze |                   | Medalha de ouro  | Medalha de prata | Medalha de ouro  | Medalha de ouro  | Medalha de ouro |                 |                  |                 |               |
| Nacional                                              |                  |                   |                   |                  |                  |                  |                  |                 |                 |                  |                 |               |
| Campeonato Soviético                                  |                  |                   |                   | Medalha de ouro  | Medalha de ouro  |                  |                  | Medalha de ouro | Medalha de ouro |                  |                 |               |
|                                                       |                  |                   |                   |                  |                  |                  |                  |                 |                 |                  |                 |               |
| Legenda: Competição não foi disputada nesta temporada |                  |                   |                   |                  |                  |                  |                  |                 |                 |                  |                 |               |